# Колективизация
Колективизацията представлява система от действия за въвеждане на колективна форма на собственост и стопанисване върху средствата за производство в селското стопанство (земята, оборудването, животните и растенията).

## Комунистическа колективизация
Цел на колективизацията е формиране на управляеми от социалистическата държава производствени отношения в селското стопанство. Постига се чрез ликвидиране на частната собственост върху земята, продуктивните животни и средствата за производство до достигане на държавно управляемо производство на храни и налагане държавна ценова политика, различна от интересите на отделния производител или земеделски колектив от производители. Чрез колективизацията на селските стопани и национализацията на промишлените предприятия и банковия капитал се постига основната политическа задача на комунистическата идеология – пълен контрол върху обществото и поставянето му в пълна икономическа зависимост. Колективизацията на земята позволява извличане на стопански ресурс от селото за целите на индустриализацията,
за политическа дейност и създаване на мощна военна организация.

### Колективизация в СССР
След като при доброволната колективизация колхозници стават само 3,9% от селяните в СССР – предимно бедни селяни, нямащи какво да губят, през 1929 г. режимът на Сталин в Съветския съюз налага насилствена колективизация на земеделските стопанства, като за целта в селата са изпратени 25 хиляди комунисти. Създават се колективните ферми – колхози и държавни земеделски стопанства совхози. В действителност колективизацията унищожава цялата земеделска прослойка и води до драстичен спад в жизнения стандарт на хората като цяло, и по-специално на населението в селските райони, което е поставено в положението на крепостници, както и до яростната съпротива срещу властта сред хората в тези райони. Сталин обвинява селяните (наречени „кулаци“) в спад на производството на храни, като ги нарича паразитни капиталисти, които организират съпротива срещу колективизацията. Хората, обявени за „кулаци“, са потискани от режима чрез жестоки методи на убийства и депортиране в трудови лагери в Далечния изток, Заполярието и Казахска ССР – по време на колективизацията в концлагери са изпратени над 2,1 милиона души, като определението за „кулак“ се разширява и към оригиналното му значение – заможен селянин – вече са добавени и всички, които са против колективизацията, а това вече включва много хора, които не са богати. Заради това против колективизацията избухва масова съпротива – през 1930 г. избухват над 7300 бунта против колхозите, а само в Московска област в първите две седмици на март те са 134 с 22 хиляди участници. Случвало се е изпратените в селата комунисти да бъдат убивани от селяните. Заради масовото недоволство на 2 март 1930 г. вестник „Правда“ публикува статията на Сталин „Главозамайване от успехите“, в която използваният терор е наречен „пречупвания“, за него са обвинени комунистическите функционери по места, и насилствената колективизация е отхвърлена официално. Това е само тактическо отстъпление, но то води до излизане от колхозите на 66,66% от вкараните насила в тях от началото на годината, дори на неизгодни условия, и колективизацията започва да се провежда с по-изтънчени методи. До 1937 г. в колхозите са вкарани 93% от селяните в страната, като са създадени 200 хиляди колхоза със средно 75 стопанства във всеки и 9500 совхоза. Колективизацията заедно с предизвикания от нея Гладомор намалява селкостопанските дворове в СССР между 1928 и 1934 с 5,6 милиона. Заради честите злоупотреби с пълномощията на председателите на колхозите и последвалите ответни селски саботажи следват масови репресии над колхозниците. Хранителните продукти се продават от държавата в градовете с огромни надценки – примерно 1 килограм краве масло се е купувал от колхоза за 4 рубли, докато се е продавал за 7 пъти по-висока цена. Чрез неумелото и небрежното колхозно ръководство и масовите кланета на селскостопански животни от самите селяни преди влизането в колхозите, за да могат да оставят месото им за себе си, съветското животновъдство влиза в упадък – в периода 1928 – 1933 г. поголовието на коне в РСФСР се съкращава с 51%, на крави – с 42%, на свине – с 40%, на овце и кози – с 66%.

### Колективизация в България
В България в годините след завземането на властта от Отечествения фронт през 1944 г. и особено след разбиването на коалицията с БЗНС (ръководена от Никола Петков), започва повсеместно и насилствено обединение на дребните земеделски собственици в Трудово кооперативни земеделски стопанства (ТКЗС-та). Колективизацията се налага със закони, принудителни административни мерки и репресии срещу селяните в някои села, целящи принуждаване на земеделския стопанин да предостави собствеността си в земеделска кооперация – ТКЗС. Впоследствие, след 1950 г., чрез уставите на кооперацията и други правителствени административни мерки се стига до пълно нарушаване на принципите на кооперирането за доброволното сдружаване и превръщането на земеделските кооперации със структура на държавни предприятия с назначаемо управление, контролирано, отговорно и практически подчинено на всички партийни структури на БКП по вертикалата на властта.